# Nikolaï Kassatkine
Pour les articles homonymes, voir Kassatkine.
Ne pas confondre avec Nikolaï Ivanovitch Kassatkine, peintre russe né en 1932
Nikolaï Alexeïevitch Kassatkine (en russe : Николай Алексеевич Касаткин), est un peintre et professeur russe, né le 13 décembre 1859 (25 décembre dans le calendrier grégorien) à Moscou où il est mort le 17 décembre 1930.

## Biographie

### Jeunesse

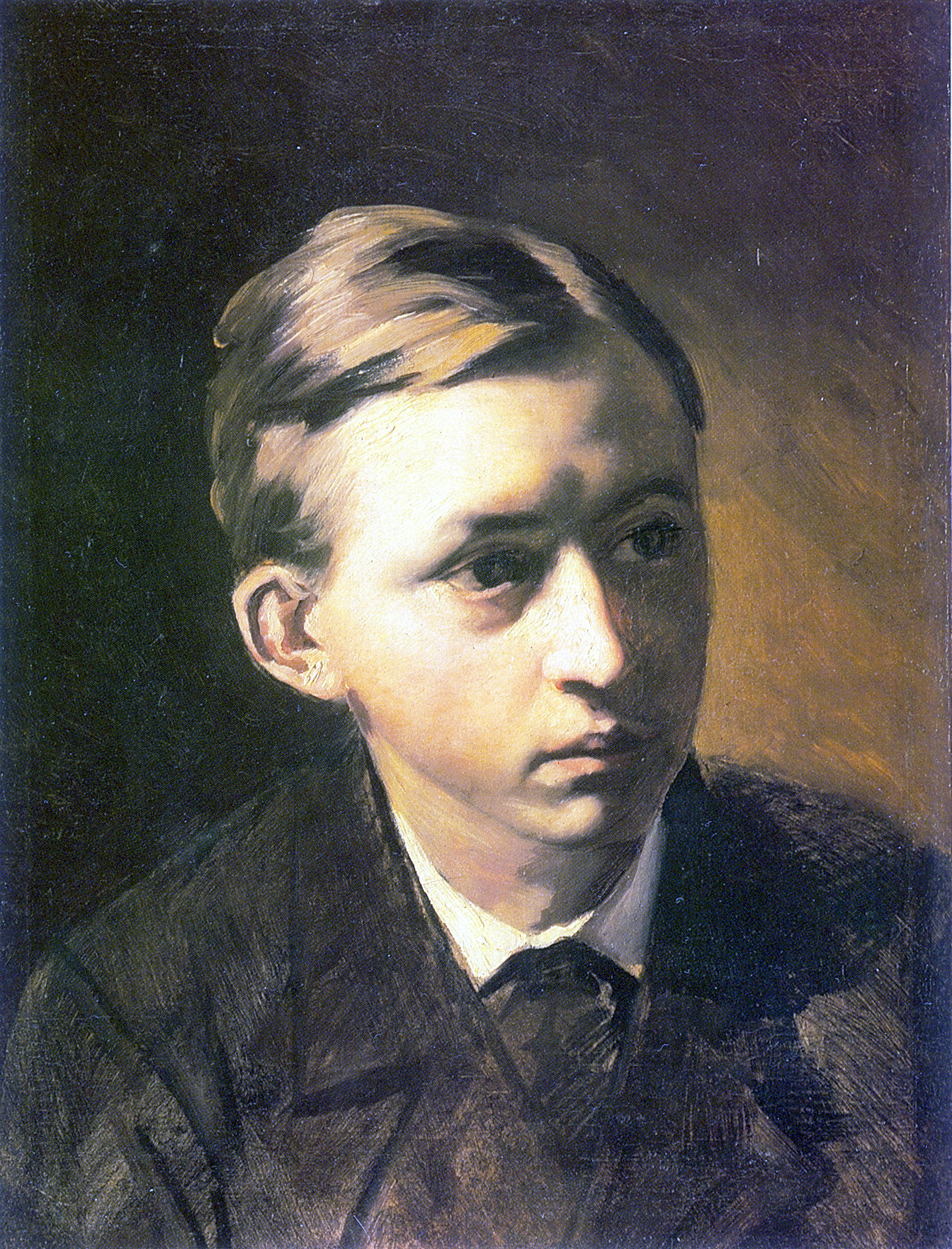
Nikolaï Kassatkine à 16 ans peint par Vassili Perov.

Nikolaï Kassatkine est né le 25 décembre 1859 à Moscou. Il est le fils du graveur Alexeï Kassatkine.
De 1873 à 1893, il étudie à l'École de peinture, de sculpture et d'architecture de Moscou où il a pour professeurs des Ambulants dont Illarion Prianichnikov et Vassili Perov. En 1876, son professeur, Vassili Perov, fait son portrait, (Huile sur toile, 40 X 31 cm), alors qu'il n'a que 16 ans. 
Kassatkine commence à exposer en 1880 et se met à fréquenter Leon Tolstoï avec qui il devient ami et échange beaucoup.
En 1883, après dix ans d'études, il sort de l'école avec le titre d'artiste peintre récompensé par la plus haute distinction : la médaille d'argent pour sa composition « Les mendiants sous le porche de l'église ». 

### Carrière
De 1882 à 1917, il travaille à l'école de lithographie de la plus grande maison d'édition de Russie, la maison Sytine à Moscou en participant notamment à la réalisation d'une « Histoire de la Russie en images », en travaillant au premier calendrier de bureau, une édition anniversaire consacrée à cinquante ans de réformes paysannes. De 1889 à 1894, il contribue aux expositions organisées par la société des amoureux des arts à Moscou.
En 1891, Il devient membre permanent de l'association des expositions d'art itinérantes. Influencé par la formation donnée par ses maîtres, il peint comme eux des scènes de genre dont les thèmes sont la vie des pauvres travailleurs en ville : par exemple « Dans une famille ouvrière » en 1890, « Rivales » en 1890, « La calomnie » en 1891, « Affaires de famille » en 1891.
En 1894, il revient à l'école où il avait poursuivi ses études pour y enseigner jusqu'en 1917 ou il enseigna entre autres à Boris Vladimirovitch Johanson, Vassili Vassilievitch Mechkov, Constantin Youon. En 1894 et 1895, Il fait plusieurs voyages dans le Donbass et dans l'Oural où il observe avec attention la vie et le travail des mineurs, surtout, comme en témoignent quelques titres d'œuvres de cette époque : « Ouvrier blessé (C'est dur!) » en 1892, « Ouvrière de la mine » en 1894, « Équipe de mineurs » en 1895. En 1897, il peint «Dans le hall du tribunal de district», avec lequel il obtiendra la médaille d'argent à l'Exposition universelle de 1900 à Paris et participe à l'exposition internationale de Munich.
En 1898, il est nommé académicien et poursuit en 1899 ses « enquêtes » et ses descriptions du monde du travail en se rendant dans l'Oural où il peint par exemple «Travailleurs de l'Oural».
En 1903, Il devient membre à part entière de l'Académie impériale des arts de Saint-Pétersbourg
En 1905, Les évènements révolutionnaires lui fournissent le sujet d'une série d'œuvres ayant trait à l'actualité ce qui fait du peintre un avant-gardiste du réalisme socialiste. Par exemple Le travailleur de choc, Les derniers pas d'un espion. En 1906 se rend en Finlande, en Norvège et en Suède puis en Italie et en Turquie entre 1908 et 1910.
En 1918, il débute sa fonction d'artiste instructeur au conseil d'éducation de Sokolniki (district) avec la création d'un studio d'art. Il rejoint de 1922 à 1926 l'Association des artistes révolutionnaires et reçoit en 1923 le titre d'artiste du peuple de la République socialiste fédérative soviétique de Russie.
En 1924, se rendant en Grande-Bretagne, il passe par Gdansk pour assister aux luttes sociales du prolétariat dont il veut rendre compte dans ses tableaux.
Il intègre de 1927 à 1928 l'Union des artistes réalistes.

### Décès
Kassatkine meurt subitement le 17 décembre 1930 au musée de la révolution, alors qu'il est en train d'expliquer le sujet de son dernier tableau, Nadejda Siguida entraînée au supplice.
Il est enterré à Moscou.

## Expositions notables
- 1908-1911 : Il recommence à participer aux expositions de la société des amoureux des arts à Moscou.
- 1909-1910 : Pour la deuxième fois ses œuvres sont présentées à l'exposition internationale de Munich.
- 1917 : Ses œuvres sont exposées à Saint-Louis

## Œuvres

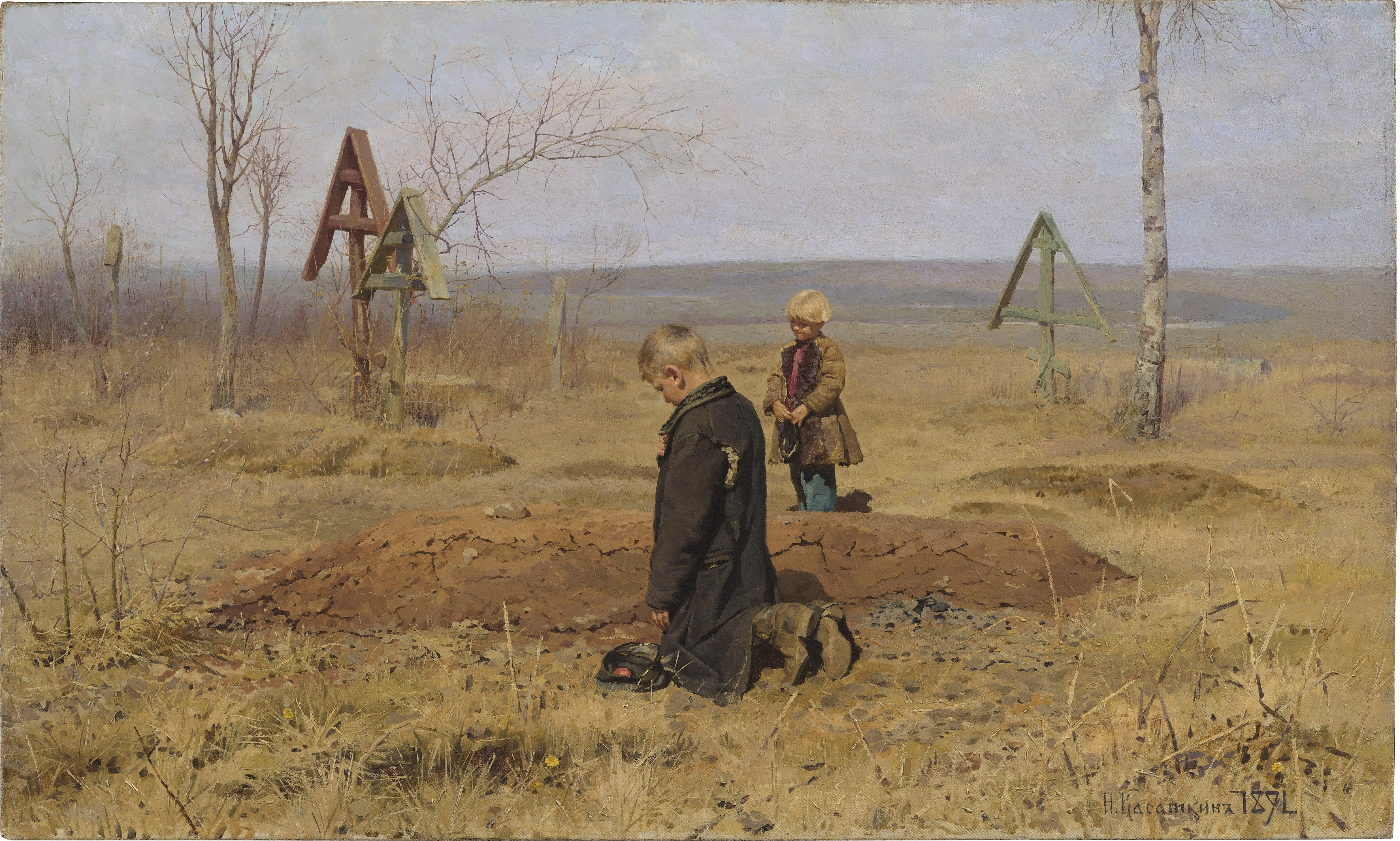
Orphelins (1891)

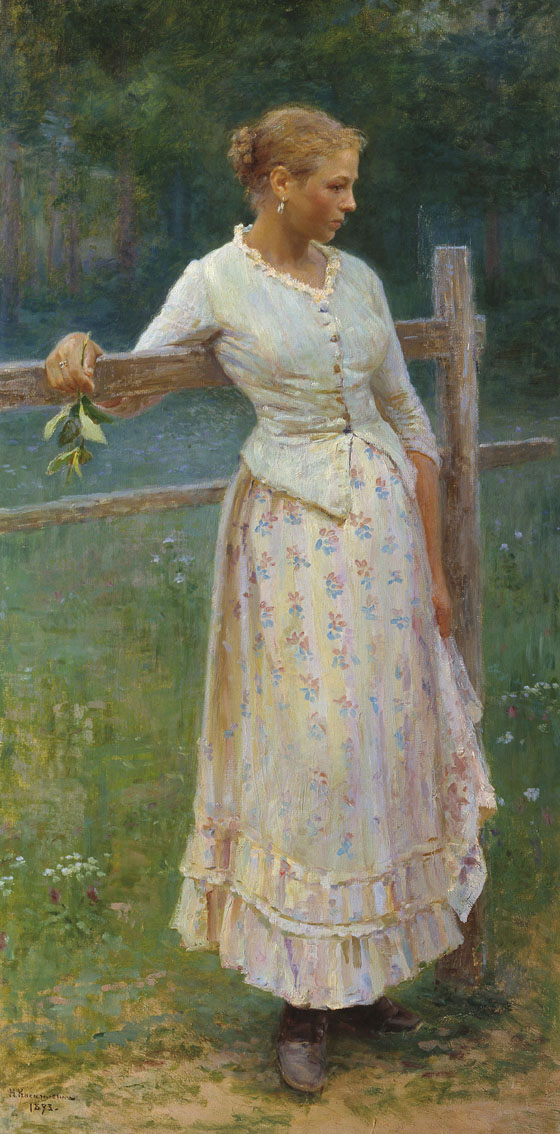
Jeune fille appuyée contre une barrière (1893)

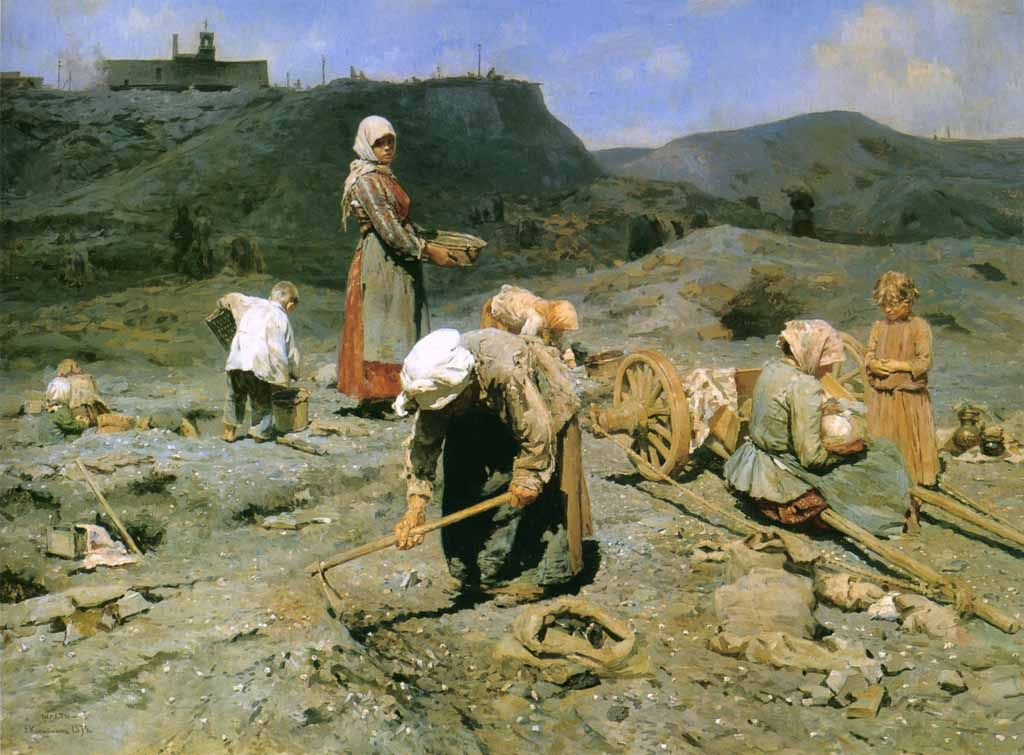
Pauvres ramassant du charbon aux alentours d'une mine abandonnée (1894)

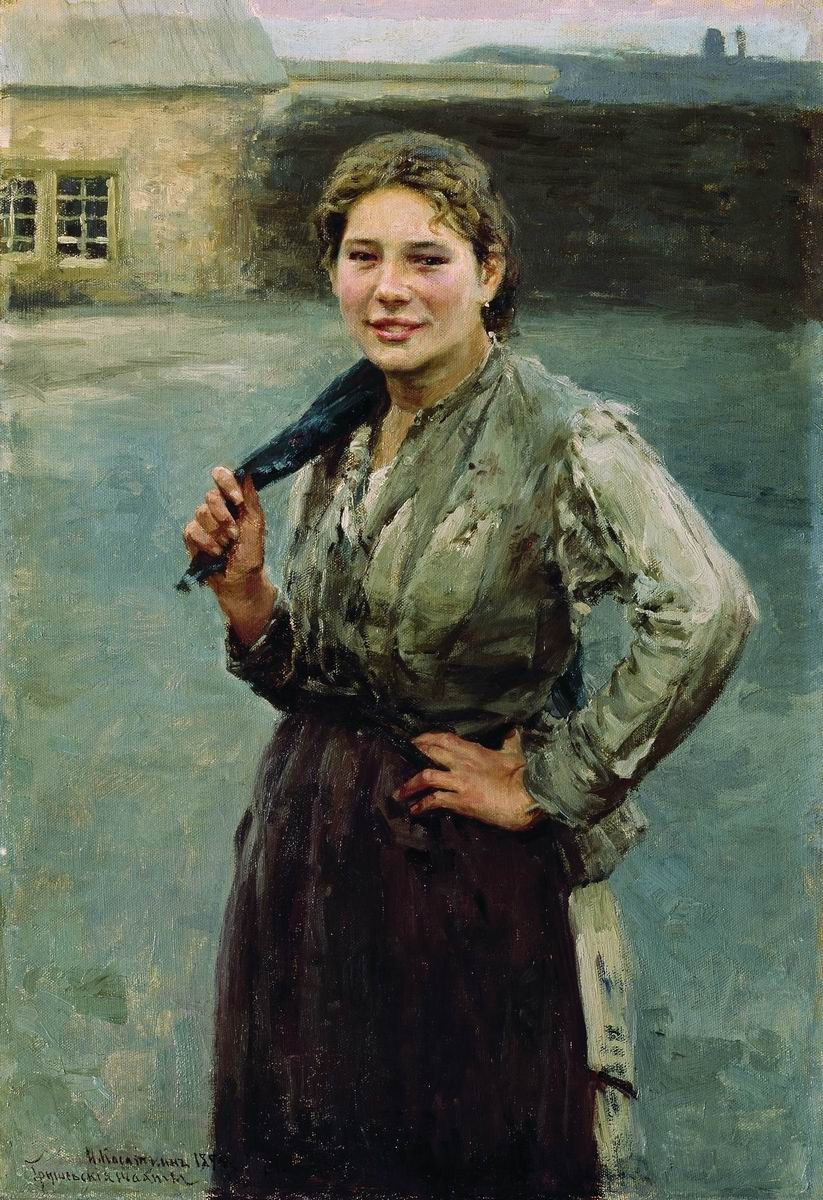
Chakhtiorka ou mineuse (1894)

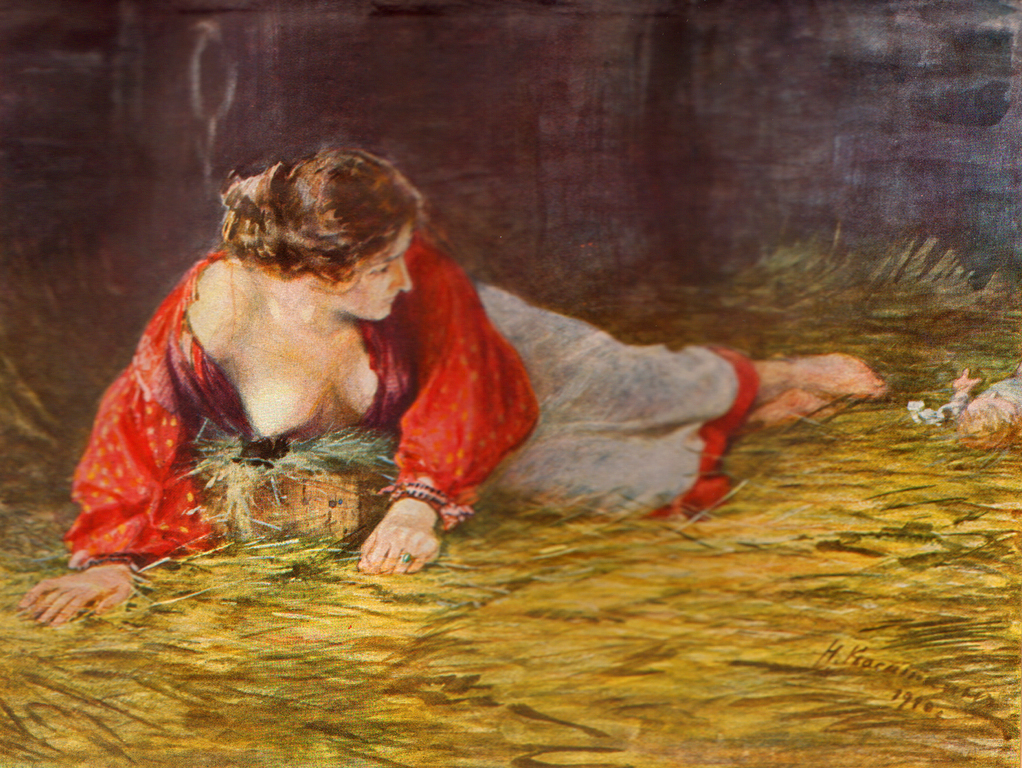
La nourrice (1910)

- 1881 : Portrait d'un vieux paysan, huile sur toile marouflée sur panneau, 34,5 X 23,2 cm
- 1883 : À la chapelle, huile sur toile, 51 X 78 cm, musée régional des beaux-arts Mikhaïl Vroubel à Omsk
- 1889 : Le drapier, huile sur toile, 65 X 53 cm
- 1889 : Quai à Nijni Novgorod, musée régional des beaux-arts de Tomsk ou musée des beaux-arts de l'oblast de Tomsk
- 1889 : Pause déjeuner à l'usine, huile sur toile
- 1890 : Rivales, huile sur toile, 71 X 106 cm, Galerie Tretiakov à Moscou
- 1890 : À la barrière, huile sur toile, 52 X 87 cm, Galerie d'état des beaux-arts à Perm. Cette ville a été appelée Molotov de 1940 à 1957.
- 1891 : Orphelins, huile sur toile, 51 X 88 cm, Musée russe à Saint-Pétersbourg
- 1891 : Famille ouvrière, huile sur toile, 75,5 X 71,5 cm, musée russe à Saint-Pétersbourg
- 1892 : Plaisanterie, huile sur toile, 65,4 X 45 cm, Galerie Tretiakov à Moscou
- 1892 : Ouvrier blessé «C'est dur!», huile sur toile, 182,5 X 122,5 cm, musée des beaux-arts de Turkménie à Achgabat
- 1893 : Jeune fille appuyée contre une barrière, huile sur toile, 97 X 49 cm, Galerie Tretiakov à Moscou
- 1893 : Deux ouvrières, huile sur carton, Musée national des beaux-arts de Biélorussie à Minsk
- 1893 : Calomnie, musée russe à Saint-Pétersbourg
- 1894 : Mineur assis, au repos, huile sur toile collée sur du carton, musée national des beaux-arts de Biélorussie à Minsk
- 1894 : Mineur-(zaroubschik?), huile sur toile, musée national des beaux-arts de Biélorussie à Minsk
- 1894 : Le train est arrivé, musée d'art régional d'Ivanovo
- 1894 : Ouvrière des mines , Chakhtiorka que l'on peut traduire aussi par mineuse, huile sur toile, 65,4 X 45 cm, Galerie Tretiakov à Moscou
- 1894 : Ramassage du charbon, huile sur toile. Étude pour la peinture «Ramassage du charbon près d'une mine désaffectée». Musée national des beaux-arts de Biélorussie à Minsk
- 1894 : Les glaneuses, pauvres ramassant du charbon aux alentours d'une mine abandonnée, huile sur toile, 80 X 107 cm, musée russe à Saint-Pétersbourg
- 1895 : Relève de mineurs russes, huile sur toile, 145 X 211 cm, Galerie Tretiakov à Moscou
- 1895 : Mineur debout, vu de dos avec une lampe à la main (étude), huile sur toile, musée national des beaux-arts de Biélorussie à Minsk
- 1896 : Mineur creusant dans un filon, huile sur toile
- 1897 : Dans le hall du tribunal de district, huile sur toile, musée des beaux-arts MP Kroshitskogo à Sébastopol
- 1897 : Qui!, huile sur toile, 96 X 102 cm, Galerie Tretiakov à Moscou
- 1897 : La forge
- 1898 : Portrait d'une jeune fille, huile sur toile, 78 X 52,75 cm
- 1898 : Modèle nu, musée russe à Saint-Pétersbourg
- 1899 : Le moment du conte avant de dormir, huile sur toile, 94 X 140 cm
- 1899 : Bonjour grand-père, huile sur toile, Musée d'art Radichtchev (Saratov) à Saratov
- 1899 : Ouvrier de l'Oural
- 1900 : Épouse d'ouvrier, musée régional d'art de Samara
- 1900 : Scène de ménage, huile sur toile, 100 X 103,6 cm
- 1901 : À la tourbière. Garçon avec une chemise rose sur un cheval blanc, huile sur toile, musée dans la maison de l'artiste Nikolaï Yarochenko à Kislovodsk
- 1901 : Torfyanka, étude, huile sur toile collée sur du carton, 45 X 33 cm, musée russe à Saint-Pétersbourg
- 1904 : Fileuse, musée russe à Saint-Pétersbourg
- 1904 : L'hôtesse
- 1905 : Le travailleur de choc, Musée historique d'état à Moscou
- 1905 : Les derniers pas d'un espion, musée historique d'état à Moscou
- 1905 : Tisserande téméraire
- 1908 : Ouvrière de fabrique
- 1910 : La nourrice, huile sur toile peinte avec Ivan Sytine. Oleg Gonozov, удалили женскую (Олег Гонозов) Проза.ри, explique dans quel contexte certaines serves étaient contraintes d'allaiter des chiots[1]
- 1910 : Constantinople, la Basilique Sainte-Sophie, huile sur toile, 113 X 77,5 cm, musée des beaux-arts de la République de Mordovie S. D. Erzia à Saransk
- 1916 : Portrait de femme, aquarelle sur papier, 51,2 X 33,7 cm, musée des beaux-arts d'état à Kostroma
- 1917 : Jeune fille avec un panier, huile sur toile, 46,5 X 37,5 cm
- 1920 : Jeune pionnier des komsomols
- 1926 : Pionnière avec un livre, huile sur toile, musée historique d'état à Moscou
- 1926 ; Portrait de garçon, huile sur bois, musée des beaux-arts de l'oblast de Tomsk
- 1927 : Le correspondant du journal local, musée historique d'état à Moscou
- 1930 : Nadejda Siguida entraînée au supplice. Ce tableau illustre un événement dramatique connu sous le nom de tragédie de la Kara. Ce fut son dernier tableau.

Pour les titres d'œuvres ci-dessous les dates n'ont pas été trouvées.
- Dans le studio
- Portrait d'une vieille femme, huile sur toile, 30 X 40 cm
- Femme à la coiffe rose, pastel dans un cadre ovale, 61 X 50 cm
- Intérieur de la tour d'extraction d'un puits de mine, 24,2 X 19,2 cm, huile sur carton. Musée d'art régional à Donetsk. Ce musée a été très endommagé par un bombardement le 22 août 2014.
- Mauvaise nouvelle
- Militant ouvrier
- Paysage avec maison, 18 X 33 cm, huile sur toile collée sur du carton
- Portrait d'une élégante, huile sur toile, 56 X 62 cm
- Portrait d'une femme habillée en blanc, assise, tenant un livre, huile sur toile, 60,86 X 34,29 cm
- Relève des troupes, huile sur toile, 51 X 71,5 cm
- Troupe d'acteurs, huile sur toile